# 25019 Walentosky
25019 Walentosky (tên chỉ định: 1998 QO10) là một tiểu hành tinh vành đai chính. Nó được phát hiện bởi dự án Nghiên cứu tiểu hành tinh gần Trái Đất Lincoln ở Socorro, New Mexico ngày 17 tháng 8 năm 1998. Nó được đặt theo tên Matthew James Walentosky, người giành giải nhì tại Giải thưởng Khoa học và Kỹ thuật Intel năm 2008.